# Aridisol

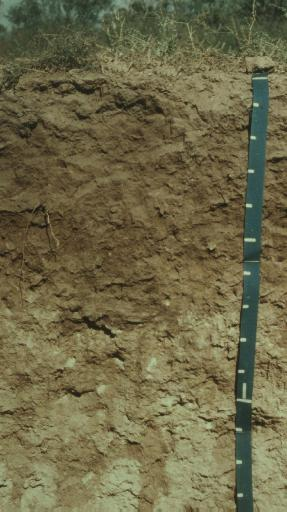
Aridisol

Een aridisol is een van de 12 bodemtypes in de Amerikaanse bodemclassficatie (USDA Soil Taxonomy). Het zijn bodems die zijn gevormd in een aride of semi-aride klimaat. Watertekort en een hoge concentratie zouten zijn in deze bodems belangrijke factoren. Door de beperkte uitspoeling in het profiel komen er horizonten voor met een accumulatie van onder andere SiO2, natriumzouten, CaCO3 en gips. Deze horizonten kunnen ook irreversibel zijn verhard tot een hardpan. Aridisolen komen voor in woestijnen en droge gebieden met een spaarzame droogte-resistente vegetatie.

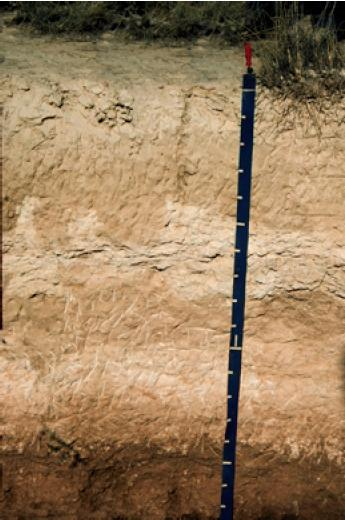
Gypsid, New Mexico

De Aridisolen bestaan uit de volgende suborders:
- Cryids - aridisols met een gemiddelde jaarlijkse bodemtemperatuur tussen 0 °C en 8 °C, en geen permafrost
- Salids - aridisols met binnen 100 cm diepte een >15 cm dikke horizont met een sterke accumulatie van zouten
- Durids - aridisols met een duripan (een harde, door silicium gecementeerde horizont) binnen 100 cm diepte
- Gypsids - aridisols met al dan niet verharde gipshoudende horizont (gypsic) binnen 100 cm diepte
- Argids - aridisols met een kleiinspoelingshorizont (argillic), al dan niet met een hoog natriumgehalte binnen 100 cm diepte
- Calcids - aridosols met een al dan niet verharde horizont met een aanrijking van CaCO3 binnen 100 cm
- Cambids - overige aridisols

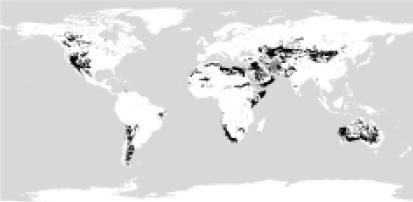
De verspreiding van aridisols in de wereld.

In de World Reference Base for Soil Resources (WRB) komen de Aridisolen overeen met onder meer Solonchaks, Durisolen en Gypsisolen.
World Reference Base for Soil Resources: Acrisol · Alisol · Andosol · Anthrosol · Arenosol · Calcisol · Cambisol · Chernozem · Cryosol · Durisol · Ferralsol · Fluvisol · Gleysol · Gypsisol · Histosol · Kastanozem · Leptosol · Lixisol · Luvisol · Nitisol · Phaeozem · Planosol · Plinthosol · Podzol · Regosol · Retisol · Solonchak · Solonetz · Stagnosol · Technosol · Umbrisol · Vertisol

USDA Soil Taxonomy: Alfisol · Andosol · Aridisol · Entisol · Gelisol · Histosol · Inceptisol · Mollisol · Oxisol · Spodosol · Ultisol · Vertisol

Nederlandse bodemclassificatie: Veengronden · Podzolgronden · Brikgronden · Eerdgronden · Vaaggronden